# Ludwig Rellstab (scacchista)
Ludwig Rellstab (Schöneberg, 23 novembre 1904 – Wedel, 14 febbraio 1983) è stato uno scacchista tedesco.
Proveniva da una famiglia di illustri accademici e musicisti. Suo bisnonno e omonimo Ludwig Rellstab è stato un noto poeta e critico musicale, suo padre Ludwig M. E. Rellstab era un professore di fisica ed elettronica che nel 1914 diventò ingegnere capo della società Siemens & Halske. Sua sorella Annekäthe era una pianista.
Ottenne il titolo di Maestro internazionale nel 1950 e di Arbitro internazionale nel 1951.
Nel 1942 vinse il campionato tedesco a Bad Oeynhausen. Nel 1943 si classificò sesto nel torneo di Salisburgo (vinto da Paul Keres e Alexander Alekhine).
Nel 1936 partecipò con la nazionale tedesca alle olimpiadi degli scacchi (non ufficiali) di Monaco di Baviera, dove ottenne una medaglia di bronzo individuale e di squadra.
Con la nazionale della Germania Ovest ha partecipato alle olimpiadi degli scacchi di Dubrovnik 1950, Helsinki 1952 e Amsterdam 1954, ottenendo complessivamente il 59,6% dei punti. Vinse una medaglia di bronzo di squadra a Dubrovnik 1950 e una medaglia d'oro in 2a riserva a Helsinki 1952.
Ha scritto alcuni libri di scacchi:
- Damengambit. Lehrbuch für Anfänger und Fortgeschrittene (1949)
- Das Schachspiel. Ein Grundlehrgang mit planmäßiger Darstellung der Schacheröffnungen (1956)
- Weltgeschichte des Schachs – Dr. Emanuel Lasker, Verlag Dr. Wildhagen (Hamburg, 1958)
- Streitfälle aus der Turnierpraxis
- Turnier-Taschenbuch (con Alfred Brinckmann)